# Бідасюк Прокіп Якович
Прокіп Якович Бідасю́к (нар. 14 березня 1895, Деркачі — пом. ?) — український майстер художньої кераміки; представник межигірської керамічної школи.

## Життєпис
Народився 14 березня 1895 року в селі Деркачах Старокостянтинівського повіту, Волинської губернії Російської імперії (нині Хмельницький район, Хмельницької області, Україна). Пройшов Радянсько-українську війну 1917—1921 років.
1923 року Бідасюка без іспитів прийняли у Межигірський художньо-керамічний технікум, який він успішно закінчив 1930 року. Його вчителем був Василь Седляр — український художник, що належав до творчої групи «бойчукістів».
З 1930 до 1934 року працював на Будянському фаянсовому заводі разом із іншими послідовниками Михайла Бойчука — Пантелеймоном Мусієнко, Ніною Федоровою та Павлом Іванченком. Створював багато оригінальних форм: вази, декоративні блюда, тарілки, куманці й кухлі. За спогадами очевидців, особливо майстру вдавалися розписи, що зображали коней. Його статуетки «Жниця», «Піонери» та інші пішли у виробництво одразу. Згодом Прокопа Бідасюка прийняли у члени Спілки художників СРСР.
У 1940-х роках працював на Васильківському майоліковому заводі на Київщині разом із іншими місцевими народними майстрами.

## Творчість

Декоративне блюдо, кераміка, кольорова глазур. 1957.

Серед робіт Прокопа Бідасюка — вази, декоративні блюда, тарілки, куманці, кухлі, баранці, іграшки. З 1927 року він неодноразово брав участь у республіканських виставках. 
Твори майстра зберігаються в Національному музеї українського народного декоративного мистецтва в Києві. 
2019 року Павло Гудімов презентував у Національному музеї українського народного декоративного мистецтввиставковий проєкт «Завод» — виставку української народної кераміки з роботами працівників Васильківського майолікового заводу, у тому числі Прокопа Бідасюка.